# Twist of Faith (film 2004)
Twist of Faith è un documentario del 2004 diretto da Kirby Dick candidato al premio Oscar al miglior documentario.